# Tublatanka
Tublatanka (рус. Тублатанка) — словацкая рок-группа, созданная в 1982 году. Название происходит от Тарзана — персонажа книг Эдгара Берроуза. Оно базируется на части имени отца Тарзана, злой обезьяны по имени Тублат, и части популярного в те времена музыкального коллектива «Мораванка» (Moravanka).

## Оригинальный состав
- Мартин «Матё» Дюринда (словац. Martin «Maťo» Ďurinda) — вокал, гитара
- Павол Хорват (словац. Pavol Horváth) — бас-гитара
- Юрай «Дюро» Черны (словац. Juraj «Ďuro» Černý) — ударные

Автором текстов и менеджером коллектива был Мартин Сарваш (словац. Martin Sarvaš). Среди музыкальных образцов для подражания были: Led Zeppelin, Deep Purple, Thin Lizzy, Nazareth, The Who, Yes и Pink Floyd. Раннее творчество характеризуется «тяжёлым» звучанием.

## 80-е
После фестиваля самодеятельности «Mladá vlna 82» в Братиславе, организованного Рихардом Мюллером, музыканты группы получили предложение на запись пластинки в студии. Первый студийный альбом появился в 1985 году и назывался также, как и группа, «Tublatanka». Альбом был распродан тиражом около 100 000 экземпляров. В 1986 году выпускается альбом под названием Skúsime to cez vesmír (Мы хотим пройти через вселенную). На песни Dnes и Vo velkej škole dní снимаются клипы.
В 1988 году вышел третий альбом под названием «Žeravé znamenie osudu» (Светящийся знак судьбы), который был распродан в количестве 250 000 экземпляров. В альбоме прослеживаются отголоски хеви-метала, который переживал бум в конце 80-х. На одну из песен — Pravda víťazí (Правда восторжествует) — был снят видеоклип, содержащий в себе исторические хроники. Другие популярные песни с альбома — Môj starý dobrý kabát, Láska drž ma nad hladinou и заглавная Žeravé znamenie osudu.

### Гастроли
1988 — Москва, собирает на концерте 14-15 тысяч человек, 1989 — Вена, в том же году — Прага, где собирает на концерте на стадионе «Štadióne Evžena Rošického» около 20 000 слушателей — об этом событии даже пишет немецкий журнал Heavy Metal.

## 90-е
Начало 90-х для группы оказалось благоприятным временем — в 1990 году она выпускает альбом Nebo-peklo-raj, а ещё через два года — Volanie divočiny.
В 1993 году, после концерта в немецком Карлсруэ, коллектив оставил Павол Горватг (Pavol Horvath), и поэтому колядки в роковом стиле Podme bratia do Betlehema nahravaju записывают уже в дуэте: Юрай Черны — ударные, Мартин Дюринда — гитара и бас. В это время Юрай Черны проходит курс лечения из-за проблем с употреблением наркотиков; коллектив ищет новых музыкантов — длительное время безуспешно. Наконец с коллективом согласились сотрудничать певец Дода Дубан (Doda Duban) и басист из группы Money Factor Юрай Топор (Juraj Topor).
в 1994 году Tublatanka участвует в конкурсе «Евровидение-1994» с песней «Nekonecna Piesen», с которой занимает не слишком почётное 17-е место из 25 исполнителей. После апрельского концерта 1994 года в США, к коллективу вновь временно' присоединяется Юрай Черны, также приходит новый член группы — перкуссионист Мартин Угерчик (Martin Uherčík).
В 1996 году для записи новых альбомов к группе вновь присоединяется Юрай Черны. Музыканты выпускают два альбома лучших песен — Najvačšie hity No. 1 Pravda víťazí и Najvačšie hity No. 2 Ja sa vrátim!. В конце девяностых мода в Словакии на рок-музыку уменьшается.

## 2000-е
Летом 2000 года группа «Тублатанка» вместе с чешскими коллективами Prazsky Vyber, Olympic и другими выступает на чехословацком рок-фестивале в Чикаго. В ноябре группа вновь собралась для записи альбома Pánska jazda, на котором 10 из 15-и песен написал Мартин Дюринда.
26 февраля 2016 года умер барабанщик группы Юрай Черны.

## Дискография

### Официальные альбомы
• 1985 — Tublatanka 

• 1986 — Skúsime to cez vesmír 

• 1988 — Žeravé znamenie osudu 

• 1990 — Nebo — peklo — raj 

• 1992 — Volanie divočiny 

• 1993 — Poďme bratia do Betlehema 

• 1995 — Znovuzrodenie 

• 2001 — Pánska jazda 

• 2002 — Láska útočí 

• 2005 — Patriot

### Сборники
• 1996 — Najväčšie hity No. 1 — Pravda víťazí 

• 1996 — Najväčšie hity No. 2 — Ja sa vrátim! 

• 2003 — ZLATÁ TUBLATANKA 20 ROCKOV